# Пеликан, Франтишек
Франтишек Пеликан (чеш. František Pelikán) — чешский промышленный дизайнер, художник, скульптор и преподаватель, лауреат Художественной премии города Пльзень.

## Биография
Франтишек родился 6 ноября 1948 года в Пльзене, а в 15 лет впервые участвовал в художественной выставке, на которой получил приз — серебряный портсигар. В 1976 году окончил Высшую школу прикладного искусства в Праге по специальности «Дизайн машин и механизмов», после в 1976—1977 годах также посещал курсы Института промышленного дизайна (Прага), по окончании которых занялся свободными профессиями. В должности дизайнера активно сотрудничал с различными предприятиями, в том числе занимался дизайном станков, архитектурных и интерьерных элементов, вывесок магазинов, но наиболее известными стали его работы в сфере транспорта. В последнем был сторонником применения увеличенных окон кабин для лучшего обзора, в работах при этом просматривалось влияние итальянских дизайнеров.
С 1996 года по 2001 преподавал в Западно-чешском университете (Пльзень), а с 2001 года по 2003 — на Педагогическом факультете; с 2004 года — в Институте искусств и дизайна. В 2014 году Франтишек Пеликан за свои дизайнерские работы был удостоен Художественной премии города Пльзень.
Умер 7 мая 2016 года из-за длившейся к тому времени уже как год болезни.

## Работы
Некоторые известные работы:
- 1981 год — фрезерный станок FNGJ 32 производства TOS Žebrák. Премия «Отличный дизайн».
- 1991 год — передвижной компрессор Škoda 203. Премия «Хороший дизайн».
- 1994 год — кабина вагонов метро 81-71М (модернизация вагона 81-717 заводом Škoda Transportation). Премия «Хороший дизайн».
- 1996 год — кабина электровоза Škoda 109E?![5].
- 2001 год — станок FVP 120 с ЧПУ производства STROJÍRNOU TYC. Золотая медаль на Международной машиностроительной ярмарке в Брно.
- 2002 год — кузов вагона метро Škoda 6Mt.
- 2002—2003 годы — рестайлинг автомобилей Škoda Octavia, Fabia и Opel Corsa.
- 2007 год — интерьер трамвая Škoda 14T. Премия «Хороший дизайн».
- 2008 год — кузов вагона метро 18Mt «НеВа» (для Петербургского метрополитена).

Также Пеликан был автором проектов гоночных автомобилей Škoda 130 LR Evo и Škody 130 R Rapid, автобуса OASA 901, трамваев Vario LF и VV60LF.